# Степанян, Цолак Александрович
Цолак Алекса́ндрович Степаня́н (з.-арм. Ցոլակ Ալեքսանդրի Ստեփանեան, в совр. орф. Ցոլակ Ալեքսանդրի Ստեփանյան; 19 декабря 1910 (1 января 1911), Сатхе Ахалкалакского уезда Тифлисской губернии — 8 октября 2002, Москва, Россия) — советский и российский философ, специалист в области исторического материализма и социальной философии. Член-корреспондент АН СССР с 26 июня 1964 года по Отделению философии и права (философия).

## Биография
Окончил Московский индустриально-педагогический институт имени К. Либкнехта, там же учился в аспирантуре. С 1933 года преподавал исторический и диалектический материализм в вузах Москвы. Кандидат философских наук (1935). Член ВКП(б) (1938). С 1939 года — член редколлегии и заведующий отделом пропаганды «Комсомольской правды». В мае 1941 года за публикацию статьи И. Баканова «Учение Ленина — Сталина о войне» был освобождён от занимаемой должности и направлен на научную работу в ИФ АН СССР.
В период Великой Отечественной войны находился в действующей армии (участник обороны Москвы, лектор политуправления Московского военного округа). С 1946 года вновь работал в Институте философии; заместитель директора, в 1965—1988 годах — заведующий сектором (с 1972 года — отделом) научного коммунизма. Доктор философских наук (1951), профессор. С 1988 года — советник при дирекции Института.
Член редколлегии журнала «Вопросы философии» (1947—1968). Председатель Научного совета АН СССР по закономерностям развития коммунистических общественных отношений и духовной жизни социалистического общества. В 1968 году на заседании Президиума академии предложил создать в ней Отделение научного коммунизма. В докладной записке в ЦК КПСС Ц. А. Степанян указывал:

«Философия изучает общесоциологические, политэкономия — экономические, а научный коммунизм — социально-политические закономерности возникновения и развития коммунистической формации… Предлагаю выделить теорию научного коммунизма в качестве специального направления в системе АН, создать Институт научного коммунизма и тем самым воссоединить в АН СССР единство всех трёх составных частей марксизма-ленинизма, организовать Отделение социально-политических наук. Оно должно объединить институты, непосредственно занимающиеся комплексом социально-политических проблем: Институт научного коммунизма, ИМРД, ИКСИ».
— Цит. по Пугачёва М. Г.
Похоронен в Москве на Троекуровском кладбище.

## Награды
- Два ордена Трудового Красного Знамени (20.01.1971; 05.01.1981).
- Орден «Знак Почёта» (22.02.1961, 1953).
- Медали СССР.

## Основные работы
Книги
- «СССР — социалистическое государство рабочих и крестьян» (1937);
- «Кто такие национал-социалисты» (1942);
- «Вопросы марксистско-ленинской философии: сборник статей» (1950, совм. с Г. Е. Глезерманом и Ф. Ф. Еневичем);
- «Великая сила идей ленинизма» (1950, совм. с П. Ф. Юдиным);
- «О постепенном переходе от социализма к коммунизму» (1951);
- «Развитие В. И. Лениным и И. В. Сталиным учения о социализме и коммунизме» (1952);
- «Строительство коммунизма и кризис антикоммунизма» (1959);
- «Закономерности перерастания социалистического сознания масс в коммунистическое сознание» (1963);
- «Две фазы в развитии коммунистической формации» (1963);
- «Строительство коммунизма и духовный мир человека» (1966, редактор);
- «Диалектика современного общественного развития» (1966, совм. с Ф. В. Константиновым и А. С. Фришем);
- «Пролетарский интернационализм и современность» (1970);
- «Советский народ — строитель коммунизма» (тт. 1—2, 1977—1981; совм. с К. К. Каракеевым);
- «Диалектика становления коммунистической формации: теоретико-методологические проблемы» (1985)

Статьи
- «О роли Советского государства в построении коммунизма в СССР» // «О развитии советского социалистического общества» (1950);
- Развитие И. В. Сталиным вопросов исторического материализма в период Великой Отечественной войны // Вопросы марксистско-ленинской философии. М., 1950;
- «О противоречиях при социализме» // «Вопросы философии», 1955, № 2;
- «В. И. Ленин об общих закономерностях и конкретных формах перехода к социализму» // «Вопросы философии», 1957, № 2;
- «О закономерностях перерастания социализма в коммунизм» // «Коммунист», 1959, № 14;
- «Строительство коммунистического общества и духовная нищета его критиков» // «Проблемы мира и социализма», 1959, № 5;
- «Успехи коммунизма и кризис антикоммунизма» // «Вопросы философии», 1959, № 12;
- «XX век — век торжества коммунизма» // «Вопросы философии», 1961, № 7;
- «О предмете курса „Основы научного коммунизма“» // «Вопросы философии», 1962, № 6;
- «Формирование коммунистического сознания масс» // «Коммунист», 1962, № 11;
- «Опыт ускоренного развития от вековой отсталости к современному прогрессу» // «Вопросы философии», 1963, № 1;
- «Ленин о закономерностях строительства коммунистической формации» // «В. И. Ленин — великий теоретик» (1966);
- «Социалистический интернационализм и националистическая идеология» // «Марксизм-ленинизм — единое интернациональное учение. Вып. 6» (1969);
- «Социалистический выбор и теория конвергенции» // «Проблемы и противоречия перестройки» (1990);
- «Единство и противоречия в развитии мировой цивилизации» // «Цивилизация на перепутье» (1992);
- «Новый социальный взрыв или исторический компромисс» // «Конфликт и согласие в современной России» (1993);
- «Разрешать социальные противоречия на основе философии здравого смысла» // «Социально-политические конфликты в современной России» (1994).